# Coccodiella miconiicola
Coccodiella miconiicola är en svampart som först beskrevs av Orejuela, och fick sitt nu gällande namn av I. Hino & Katum. 1968. Coccodiella miconiicola ingår i släktet Coccodiella och familjen Phyllachoraceae.   Inga underarter finns listade i Catalogue of Life.